# Surajpur
Surajpur là một thị xã và là một nagar panchayat của quận Surguja thuộc bang Chhattisgarh, Ấn Độ.

## Địa lý
Surajpur có vị trí 23°13′B 82°51′Đ / 23,22°B 82,85°Đ Nó có độ cao trung bình là 528 mét (1732 feet).

## Nhân khẩu
Theo điều tra dân số năm 2001 của Ấn Độ, Surajpur có dân số 16.835 người. Phái nam chiếm 53% tổng số dân và phái nữ chiếm 47%. Surajpur có tỷ lệ 66% biết đọc biết viết, cao hơn tỷ lệ trung bình toàn quốc là 59,5%: tỷ lệ cho phái nam là 74%, và tỷ lệ cho phái nữ là 56%. Tại Surajpur, 16% dân số nhỏ hơn 6 tuổi.